# Budowla kolejowa
Budowla kolejowa – całość techniczno-użytkowa wraz z gruntem, na którym jest usytuowana, oraz instalacjami i urządzeniami, służąca do ruchu pojazdów kolejowych, organizacji i sterowania tym ruchem, umożliwiająca dokonywanie przewozów osób lub rzeczy, a w szczególności drogi szynowe normalnotorowe, szerokotorowe i wąskotorowe, koleje niekonwencjonalne, budowle ziemne, mosty, wiadukty, przepusty, konstrukcje oporowe, rampy, perony, place ładunkowe, skrzyżowania linii kolejowych z drogami publicznymi w jednym poziomie, nadziemne i podziemne przejścia dla pieszych, urządzenia zasilania elektrotrakcyjnego, urządzenia zabezpieczenia i sterowania ruchem, urządzenia elektroenergetyki nietrakcyjnej i urządzenia techniczne oraz inne budowle usytuowane na obszarze kolejowym, służące do prowadzenia ruchu kolejowego i utrzymania linii kolejowej.
Budowle kolejowe dzieli się w Polsce na:
- kolejowe budowle drogowe, których konstrukcja jest bezpośrednio lub pośrednio związana z ruchem pojazdów kolejowych, które stanowią:
  - drogi szynowe, gdy elementem konstrukcyjnym, po którym porusza się pojazd kolejowy, są dwie stalowe szyny ułożone na podbudowie równolegle; z uwagi na odległości pomiędzy szynami rozróżnia się: koleje normalnotorowe (o odległości 1435 mm), koleje wąskotorowe (o odległości mniejszej niż 1435 mm), koleje szerokotorowe (o odległości większej niż 1435 mm),
  - kolejowe obiekty inżynieryjne (usytuowane w miejscach przechodzenia linii kolejowej przez przeszkody wodne, terenowe lub na obszarach o intensywnym zagospodarowaniu przestrzennym[3]) – mosty, wiadukty, przepusty, ściany oporowe, tunele liniowe, nadziemne i podziemne przejścia dla pieszych[4],
  - urządzenia zasilania elektrotrakcyjnego – zasilające elektryczne szynowe pojazdy trakcyjne w energię elektryczną w trakcie ich jazdy po zelektryfikowanym torze kolejowym; stanowią je sieć trakcyjna i obiekty zasilające sieć trakcyjną, tj. podstacje trakcyjne wraz z liniami zasilającymi, kabiny sekcyjne i linie zasilaczy[5],
- kolejowe budowle towarzyszące, które stanowią:
  - budowle i urządzenia związane z obsługą przewozów osób i rzeczy,
  - budowle zaplecza technicznego taboru kolejowego i dróg szynowych,
  - budowle i urządzenia sterowania ruchem kolejowym,
  - budowle i urządzenia telekomunikacyjne,
  - urządzenia elektroenergetyki nietrakcyjnej i sieci techniczne,
- koleje niekonwencjonalne.